# Train avant (vélo)

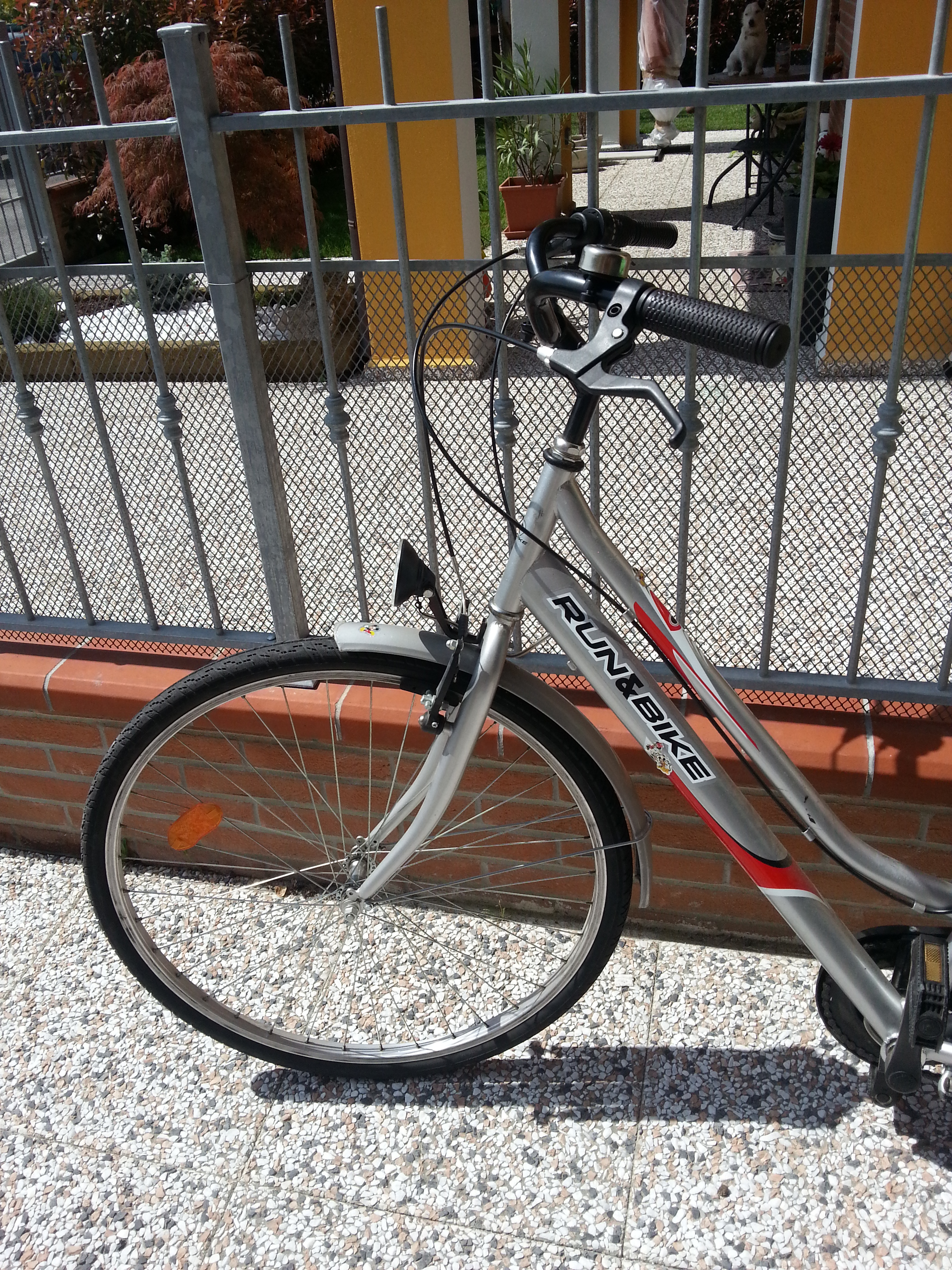
Train-avant d'un vélo.

Le train avant d'un vélo correspond à l'ensemble des organes mécaniques situés dans la partie avant de la bicyclette, et plus précisément : roue et fourche, frein, organes de direction, suspension.